# Yasuko Namba
Pour les articles homonymes, voir Namba (homonymie).
Pas d'image ? Cliquez ici
Sept sommets
Yasuko Namba (難波 康子, Nanba Yasuko), née le 2 février 1949 à Tokyo, dans l'arrondissement de Ōta, au Japon, et morte le 11 mai 1996 au Népal, sur l'Everest, est une alpiniste japonaise.
Yasuko Namba est la deuxième femme japonaise, après Junko Tabei, à avoir escaladé les « sept sommets », dont l'Everest, où elle meurt pendant la descente.

## Biographie
Yasuko Namba suit les cours à l'université Waseda et, devenue femme d'affaires, travaille pour Federal Express au Japon. Son passe-temps est l'alpinisme qu'elle pratique dans le monde entier.
Dans son ambition de gravir les sept sommets (les sommets les plus élevés de chaque continent), elle atteint d'abord le sommet du Kilimandjaro (Afrique) le jour de l'an en 1982, puis atteint celui de l'Aconcagua (Amérique du Sud) exactement deux ans plus tard. Elle atteint le sommet du mont McKinley (Amérique du Nord) le 1er juillet 1985 et le sommet du mont Elbrouz (Europe) le 1er août 1992, puis le massif Vinson (Antarctique) le 29 décembre 1993 et le Puncak Jaya (Océanie) le 12 novembre 1994. Pour son dernier sommet à escalader, l'Everest (Asie), elle signe avec la compagnie de guidage de Rob Hall, Adventure Consultants, et commence en avril 1996 son acclimatation sur la plus haute montagne du monde.

### Ascension de l'Everest
Le 10 mai 1996, Yasuko Namba atteint le sommet de l'Everest qu'elle ne quitte que tard dans l'après-midi. Lors de la descente, une tempête de neige éclate. Avec un autre client d'Adventure Consultants, Beck Weathers, leur guide Mike Groom et les clients de Mountain Madness de Scott Fischer, elle se retrouve coincée au col Sud, tandis qu'un « blanc dehors » les empêche de savoir où se trouve le camp. Namba et Weathers sont tellement faibles que les deux guides (Groom et Neal Beidleman de Mountain Madness) doivent les soutenir. Alors que le groupe tente de se diriger vers le camp, les guides se rendent compte qu'il est inutile et dangereux de continuer et attendent une accalmie de la tempête.
Un des guides de Fischer, Anatoli Boukreev, part dans la nuit du camp IV pour retrouver le groupe de grimpeurs piégés. Après avoir aidé plusieurs autres personnes, il revient une dernière fois pour secourir deux autres personnes qui supposent que Namba est morte.
Alors que Beck Weathers survit et parvient à atteindre le camp, Namba meurt seule au milieu de la nuit, d'épuisement et d'exposition aux difficiles conditions de la montagne.
Lors d'une expédition avec l'équipe nationale indonésienne, Anatoli Boukreev trouve le corps de Yasuko Namba le 28 avril 1997 et construit un cairn pour protéger son corps des oiseaux nécrophages. En 1997, le mari de Yasuko Namba finance une opération afin de ramener son corps. Yasuko Namba est inhumée dans la zone de Sagarmatha.

## Postérité
L'expédition est relatée dans le livre Tragédie à l'Everest (Into Thin Air: A Personal Account of the Mt. Everest Disaster, 1997) de Jon Krakauer, et dans son adaptation cinématographique. Son rôle y est interprété par Pamela Gien.
Baltasar Kormákur adapte le livre Left For Dead: My Journey Home from Everest de Beck Weathers (en) dans son film Everest, sorti en 2015, et dans lequel le rôle de Yasuko Namba est interprété par Naoko Mori.